# Могилевский, Владимир Сергеевич
Влади́мир Серге́евич Могиле́вский (20 марта 1918, Лебедин — 20 марта 2017, Новгород) — советский и российский художник-иллюстратор; военный лётчик. Участник Второй мировой войны.

## Биография
Владимир Могилевский родился 20 марта 1918 года в городе Лебедине Харьковской губернии в неполной семье без отца. До 7-го класса воспитывался дедом. После второго замужества матери семья переехала на Урал. В Магнитогорске Могилевский окончил семилетнюю школу. После ранней смерти отчима в семье осталось четверо детей, и для заработка Владимир устроился в местную газету. В качестве репортёра посетил открытие магнитогорского аэроклуба и решил связать себя с профессией лётчика.
После обучения в аэроклубе поступил в Оренбургское лётное училище. Прошёл обучение на трёх видах боевых самолётов и приобрёл специальность военного лётчика-истребителя. В звании младшего лейтенанта получил назначение в Ленинградский военный округ, в 49-й истребительный авиаполк, базировавшийся во Пскове на аэродроме «Кресты». Участник Второй мировой войны (Советско-финляндской войны 1939—1940 годов и Великой Отечественной войны). Во время Советско-финляндской войны был офицером оперативного отдела 8-й армии ВВС и совершал боевые вылеты. Во время Великой Отечественной войны воевал на Южном, Северо-Кавказском, 4-м Украинском фронтах.
В 1943 году был зачислен в 112-й гвардейский Брестский авиаполк дальней авиации. Летал на тяжёлых американских самолётах А-20G («бостоны»). Горел в кабине самолёта, сажал машину практически без хвоста. Последний вылет совершил в ночь капитуляции Германии. После войны служил в Солецком авиационном полку, став впоследствии командиром полка.
Военный лётчик первого класса, лётчик-инструктор, испытатель. В 1957 году вышел в отставку в звании гвардии майора.
После 97 лет перестал выходить из дома. Умер в свой день рождения в 99-летнем возрасте 20 марта 2017 года.

## Творчество
Как художник начал публиковаться в 1936 году в газете «Магнитогорский рабочий». Среди учителей — народные художники СССР Г. Соловьёв и Б. Чекалин. После выхода в отставку стал без специального образования профессиональным художником-иллюстратором. В 1967 году был принят в Союз художников РСФСР. Оформил и проиллюстрировал около 100 изданий. Одна из последних работ — разработка проекта памятной золотой медали Первого всемирного конгресса онтопсихологов (Москва, 1997).

## Награды
- Орден Боевого Красного Знамени[2]
- Орден Ленина[2]
- три Ордена Отечественной войны 1-й и 2-й степеней[2]
- два Ордена Красной Звезды[2]
- медаль «За отвагу»[2]

## Участие в творческих и общественных организациях
- Член Союза художников России (с 1967)